# Интернет преваре
Интернет превара представља коришћење Интернет услуга или софтвера са Интернет приступом са циљем прибављања имовинске користи себи или другом или наношење штете. Представљају најраширенији облик компјутерског криминалитета. У рачунар се уносе нетачни подаци или се пропушта уношење тачних података или се на било који други начин рачунар користи за остваривање преваре. Број облика превара и начин њихове реализације немогуће је у потпуности сагледати јер се у пракси јављају како примитивне и грубе преваре тако и оне преваре код којих учиниоци испољавају висок степен вештине.
Због великог обима кривичних дела које обухватају Интернет преваре, широк је дијапазон њихових извршилаца. Том врстом превара се баве припадници свих старосних група – од малолетних лица, студената, па све до пензионера који су довољно приучени да укључе рачунар, активирају програм за нарезивање дискова, ископирају филмове, музику, рачунарске програме и те копије продају на улици или на велико. Мали део њих су врсни стручњаци за рачунаре.
Интернет преваре су створиле потребу за ангажовањем посебно технички обучених стручњака, али и реорганизацију државних органа. Закон о организацији и надлежности државних органа за борбу против високотехничког криминала предвиђа организовање и опремање посебних државних органа који ће се бавити овом области. Организована је посебна служба у МУП-у, посебно тужилаштво и посебно истражно и претресно одељење Окружног суда у Београду. Кривична дела из области високотехнолошлог криминала су у искључивој надлежности тих органа.

## Примери Интернет превара

### Пецање и Фарминг
Пецање (енгл. Phishing) и Фарминг (енгл. Pharming) су системи крађе поверљивих информација, бројева рачуна и пин кодова користећи се лажним веб-сајтовима.
Најчешће су то веб-сајтови финансијског садржаја, односно банкарски веб-сајтови где фишери очекују да ћете Ви унети поверљиве податке, број вашег рачуна или пин код.
У имејлу (енгл. Email) који добијете често се наводи да сте: потрошили велику количину новца, да ће Вам картица бити укинута ако се не јавите, да ће Вам наплатити енормну камату на износ који највероватније уопште не дугујете. Ма шта да је наведено као разлог, они покушавају да Вас одведу на лажни сајт и украду Вам број рачуна и пин код.
Фарминг је много префињенија превара иако подсећа на Фишинг, јер у овом случају не треба ни да одговарате на мејл да би Фармери могли да дођу до Ваших података. Довољно је само да отворите неки мејл и да Вам се у рачунар прикачи малвере (енгл. malware) (вирус, тројански коњ) и ки генератор (енгл. key generator) који ће красти информације са Вашег рачунара. Кад у овом случају покушате да се улогујете на сајт, рецимо банке, овај вирус ће Вас преусмерити на лажни сајт који изгледа исто као и сајт банке, и ако тамо унесете своје податке, преварени сте.

#### Како се заштитити
- Никада не отварајте мејлове ако не знате од кога су. Често ћете добити мејлове са именима познатих личности.
- Немојте да идете на сајтове за које нисте сигурни шта су. Највише проблема је на сајтовима са сексуалним садржајем, сајтовима који нуде бесплатне ствари, сајтови за дружење и упознавање, сајтовима са спортским садржајем и сл.[5]

### Аутомобилска превара на интернету
Преварант поставља непостојеће возило за продају на вебсајт, најчешће луксузан или спортски ауто, чија цена се налази доста испод тржишне вредности. Детаљи о возилу, укључујући слике и опис, су најчешће преузети са сајтова који се бави продајом аутомобила преко интернета (craigslist.com, autotrader.com, cars.com, autoscout24.com). Заинтересовани купци, надајући се куповини, шаљу имејл преваранту, који у одговору каже да је ауто још увек слободан али да се налази у иностранству. Такође, преварант може да каже да он тренутно није у земљи а да се ауто налази у шпедитерској компанији. Након тога преварант даје инструкције жртви да пошаље депозит или целу уплату преко електронског трансфера како би покренуо процес „шпедиције“. Како би направио да трансакција изгледа што реалније, преварант ће питати купца да ли жели да пошаље новац лажном агенту, трећем лицу, који нуди заштиту куповине посредством. Несвесна жртва уплаћује средства, а затим открива да је била преварена.
У другом типу преваре, преварант контактира некога ко покушава да прода возило преко интернета, питајући га за број шасије возила (енгл. VIN) како би проверио записе о несрећама са тим возилом. Међутим, лопов у ствари користи тај број како би направио лажну документацију за украден ауто, с намером да га прода.

#### Како се заштитити
- Уверите се да куповину вршите преко цењеног веб-сајта.
- Урадите свој домаћи и уверите се да су појединац или предузеће легитимни.
- Проверите и остале веб-сајтове који се односе на те особе/предузећа.
- Пошаљите имејл продавцу како би се уверили да је имејл-адреса активна, и будите на опрезу од оних који користе бесплатне имејл сервисе где кредитна картица није неопходна за отварање рачуна.
- Будите обазриви када послујете са појединцима/компанијама из иностранства.[6]

### Онлајн аукцијске и малопродајне шеме
У онлајн аукцијској шеми, преварант започиње аукцију на сајтовима као што су Ибеј (енгл. EBay) или Трејдми (енгл. TradeMe) са веома ниском ценом и без резервисања цене, поготово за скупе ствари као што су сатови, компјутери, или вредне колекционарске предмете. Преварант прихвата уплату од победника аукције, али му никада не испоручује обећана добра, или испоручује предмет који је мање вредан од оног који је био понуђен - на пример, фалсификат, поправљан или коришћен предмет.
Онлајн малопродајне шеме укључују комплетне електронске продавнице које се представљају као да су по закону. Као и са аукцијским шемама, када жртве поруче нешто преко оваквог сајта, њихова средства буду преузета али добра никада не буду послата, или су послата лошија добра.
У неким случајевима, продавнице или аукцијске куће су некада пословале по закону, али су у неком тренутку престале да испоручују добра након прихватања уплате.
Понекад преваранти користи фишинг технике за отимање налога легитимних корисника на Интернет аукцијском сајту, најчешће налог са веома позитивном онлајн репутацијум, и користе их да поставе лажне онлајн продавнице. У овом случају, преварант сакупља новац, док уништава репутацију превареног Ибеј корисника. Када се жртве жале да нису добили своја добра, прави носилац налога ће примати оптужбу.

#### Савети за избегавање Интернет аукцијских превара
- Што боље разумети како интернет аукције раде, које су ваше обавезе као купца, и које су обавезе продавца пре лицитације.
- Сазнати које акције предузима сајт или компанија уколико се деси проблем и размотрити осигурање трансакције и транспорта.
- Сазнајте што је више могуће о продавцу, поготово ако су једине информације које о њему имате имејл-адреса. Уколико је то предузеће, проверити у Агенцији за привредне регистре локацију предузећа.
- Уколико је могуће, купите ствари преко Интернета користећи вашу кредитну картицу, зато што на тај начин често можете да оспорите оптужбе уколико нешто пође по злу.
- Питајте продавца када се може очекивати испорука и да ли је роба покривена осигурањем или може ли се заменити уколико постоји проблем.[6]